# Pixel shift resolution
 (septembre 2017).
Si vous disposez d'ouvrages ou d'articles de référence ou si vous connaissez des sites web de qualité traitant du thème abordé ici, merci de compléter l'article en donnant les références utiles à sa vérifiabilité et en les liant à la section « Notes et références ».
La technique du pixel-shift est un procédé d'amélioration de l'image obtenue sur un capteur numérique mise au point par la société Ricoh / Pentax. 

## Utilisation
Elle est utilisée sur les reflex récents : K1, K3, K70, KP, ainsi que sur la version 3 du Sony Alpha 7 sortie à la fin de 2017.
Les capteurs photographiques sont monochromes, donc nativement insensibles aux couleurs. Ils sont rendus artificiellement sensibles à la couleur par interposition d'un filtre multicolore appelé matrice de Bayer. On rend ainsi le capteur apte à fournir des images colorées mais en réduisant sa définition et en introduisant des distorsions d'interpolation car le procédé de dématriçage crée les pixels manquants par voisinage avec ceux réellement mesurés.

## Description
Le décalage de pixels capture quatre images consécutives en déplaçant le filtre de Bayer pixel par pixel. Le filtre étant fixé au capteur et les fabricants utilisant déjà le mouvement du capteur pour la stabilisation de l'image, la méthode choisie consiste à décaler l'ensemble du capteur.
On obtient une information colorimétrique pour chaque pixel qui nécessite moins d'interpolation et qui est ainsi plus précise. A contrario, cette technique a le défaut de provoquer un décalage temporel entre les 4 images fusionnées. De ce fait, elle ne peut être employée utilement qu'avec des restrictions :
- Réserver le Pixel Shift à des images statiques, de type paysage sans vent ;
- Mettre l'appareil photo sur un pied très stable ;
- Utiliser un déclencheur souple ou le retardateur ;
- Relever le miroir avant la prise de vue.

De plus, il vaut mieux employer un objectif très défini, de préférence avec une focale fixe, en évitant les ouvertures de Diaphragme extrêmes, la définition des capteurs modernes ayant tendance à être proche de celle des optiques.

### Remarques
- Ricoh / Pentax utilise l'obturateur électronique, et non l'obturateur mécanique, pour minimiser les vibrations ;
- Ce constructeur propose deux modes de pixel-shift, le premier est classique, le second détecte les éléments ayant bougé entre les 4 images et tente d'y remédier. Dans la pratique cela revient à interpoler à nouveau et on obtient des zones incertaines (là où il y a eu du mouvement) au côté de zones où on a gagné en définition.